# Fazekas György (biológus)
Fazekas György (1940–2014) biológus, a budapesti Pető András Intézet Apáczai Csere János-díjjal kitüntetett docense. A magyar közoktatásban elsőként alkalmazta a feleletválasztásos feladatlapokat a tanulók tudásának országosan reprezentatív vizsgálatára. Ilyen feladatokból álló, fokozatosan bővülő feladatgyűjteménye 16 kiadásban jelent meg. 42 tankönyv, illetve segédkönyv szerzője vagy társszerzője.

## Fontosabb művei
- Fazekas György, Szerényi Gábor: Problémafeladatok biológiából: középiskolások részére. Scolar Kiadó, Budapest (16 kiadás).[1]
- Fazekas György: 10000 feladat középiskolások részére. Scolar Kiadó, Budapest, 1999. 487 old.[2]
- Fazekas György, Szerényi Gábor: Versenyfeladatok biológiából (7 kiadás). Scolar Kiadó, Budapest.
- Fazekas György, Szerényi Gábor: Biológia I. kötet – Molekulák, élőlények, életműködések (3 kiadás). Scolar Kiadó, Budapest.
- Fazekas György, Szerényi Gábor: Biológia II. kötet – Ember, bioszféra, evolúció (3 kiadás). Scolar Kiadó, Budapest.